# Pseudomys laborifex
Il topo dei tumuli di ghiaia di Kimberley (Pseudomys laborifex  Kitchener & Humphreys, 1986) è un roditore della famiglia dei Muridi endemico dell'Australia.

## Descrizione
Roditore di piccole dimensioni, con la lunghezza della testa e del corpo tra 56,4 e 71,1 mm, la lunghezza della coda tra 104 e 135 mm, la lunghezza del piede tra 16,1 e 17,8 mm, la lunghezza delle orecchie tra 11,6 e 13,4 mm e un peso fino a 17 g.
Le parti superiori sono bruno-arancioni, cosparse di lunghi peli nerastri. Sui fianchi e sul muso il colore è gradualmente più giallognolo. Le parti ventrali sono bianche. La linea di demarcazione lungo i fianchi è netta, particolarmente sul muso e sui piedi. Le mani e i piedi sono bianchi. La coda è più lunga della testa e del corpo, è sottile, bruno-olivastro sopra e bianca sotto.

## Biologia

### Riproduzione
Probabilmente si riproduce durante la stagione secca, tra agosto e novembre

## Distribuzione e habitat
Questa specie è diffusa nella regione del Kimberley, nell'Australia Occidentale.

## Conservazione
Questa specie è trattata come sinonimo di Pseudomys johnsoni dalla IUCN Red List,